# オードナンス BL 12ポンド 7cwt砲
オードナンス BL 12ポンド 7cwt砲（Ordnance BL 12 pounder 7cwt）は、13ポンド 8 cwt前装施条砲の後継機種として1885年に採用されたイギリス陸軍の後装式野砲。

## 歴史
オードナンス BL 12ポンド 7cwt砲は当初王立砲兵隊及び王立騎馬砲兵隊双方で採用され、1885年に配備が開始された。1850年代に開発された後装式のアームストロング RBL 12ポンド 8cwt砲が満足できるものではなかったため、イギリス陸軍は1860年後半に前装式の13ポンド施条砲を採用したが、本砲で再び後装式を採用した。
1891年に実施されたインドでの騎兵大演習において、騎馬砲兵用としては砲車が複雑すぎ、埃に弱いという問題が発覚した。また、戦闘において騎兵を援護する騎馬砲兵用としては重すぎることも判明した。
このため、1892年には軽量でより強力なコルダイト火薬を使用するオードナンス BL 12ポンド 6cwt砲が開発された。砲身長は18インチ（460mm）短くされ、軽量で簡便な砲車を使用し、1894年から王立騎馬砲兵隊への配備が開始された。
コルダイト火薬の使用により、12ポンド砲でも15ポンドまでの砲弾を発射可能となった。このため、後には14ポンド砲弾が使用されるようになり、1895年からはオードナンス BL 15ポンド砲と呼ばれることとなった。

## 牽引
通常、オードナンス BL 12ポンド 7cwt砲は、6頭の馬（3頭 x 2列）で牽引された。

## 現存砲
- Hobbs Artillery Park, Irwin Barracks, Karrakatta, Western Australia

## 参考資料
- Text Book of Gunnery, 1902. LONDON : PRINTED FOR HIS MAJESTY'S STATIONERY OFFICE, BY HARRISON AND SONS, ST. MARTIN'S LANE
- Dale Clarke, British Artillery 1914-1919. Field Army Artillery. Osprey Publishing, Oxford UK, 2004
- Major Darrell D. Hall, "Field Artillery of the British Army 1860-1960. Part I, 1860 - 1900" in The South African Military History Society. Military History Journal - Vol 2 No 4, December 1972